# كين مانسفيلد
كين مانسفيلد (بالإنجليزية: Ken Mansfield)‏ هو كاتب أغاني وملحن وكاتب ومنتج أسطوانات أمريكي، ولد في 14 أكتوبر 1937.

## وصلات خارجية
- الموقع الرسمي
- كين مانسفيلد على موقع IMDb (الإنجليزية)
- كين مانسفيلد على موقع ميوزك برينز (الإنجليزية)
- كين مانسفيلد على موقع ديسكوغز (الإنجليزية)